# Nouveau district de Shenbei
Le nouveau district de Shenbei (沈北新区 ; pinyin : Shěnběi Xīn Qū) est une subdivision administrative de la province du Liaoning en Chine. Il est placé sous la juridiction de la ville sous-provinciale de Shenyang.